# Феогност Александрийский

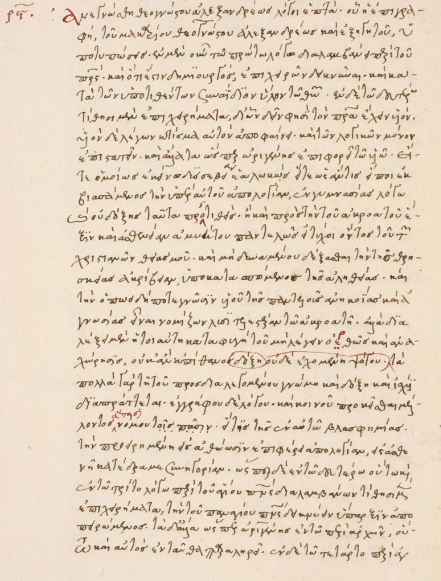
Рукопись XVI века. Фотий I (патриарх Константинопольский). Мириобиблион. Кодекс. 106. Феогност Александрийский «Наброски». Британская библиотека.

Феогно́ст Александри́йский (др.-греч. Θεόγνωστος Ἀλεξανδρείας; III век) — богослов, писатель, ученик Оригена.
Феогност Александрийский был руководителем Александрийской богословской школы во второй половине III века, после Дионисия Александрийского; Филипп Сидский пишет о том, что Феогност Александрийский был руководителем школы и после Пиерия. Сведения о Дионисии — в 104 кодексе у патриарха Фотия, в его книге «Библиотека». Фотий сообщает о том, что он прочитал труд Дионисия «Наброски» (др.-греч. «Ὑποτυπώσεις»), это догматическое сочинение в семи книгах. Его стиль глубокий, серьёзный и свободный от излишества, труд написан красивым языком. Книга «Наброски» это первое богословское сочинение, в котором систематизирована христианская догматика. Каждая книга труда посвящена отдельным богословским вопросам: 1. Бог Отец, 2. Сын Божий, 3. Святой Дух, 4. Ангелы и демоны. 5. и 6. Воплощение Сына Божьего, 7. Сотворение мира. Феогност коренным образом заблуждался в основных богословских догматических вопросах; согласно ему Иисус Христос является, как у Ария, тварью; Святой Дух Богом не является, и его отношения с Отцом и Сыном иные чем в христианской догматике; ангелы и демоны обладают тонкими телами. Труд Дионисия «Наброски» не сохранился. Несмотря на заблуждения Феогноста, о нём высоко отзывается Афанасий Великий. В «Послание о том, что Собор Никейский, усмотрев коварство Евсевиевых приверженцев, определение свое против арианской ереси изложил приличным образом и благочестно» Афанасий пишет: «Феогност, муж учёный», и далее Афанасий цитирует вторую книгу «Набросков» Феогноста, доказывая арианам, что сущность Сына рождена от сущности Отца, а не от несущего: «Сущность Сына не есть какая-либо совне обретенная и не введена из не сущего, но рождена от Отчей сущности, как сияние света, как пар воды. Ибо сияние и пар — не само солнце и не сама вода, но и не чужды им. Но от излияния Отчей сущности сущность Отчая не потерпела деления. Как солнце, пребывая тем же, не умаляется от изливаемых им лучей, так сущность Отца не потерпела изменения, имея образом своим Сына»."; в четвёртом послании к Серапиону Тмуитскому Афанасий пишет: «Мужи древние, многоученый и трудолюбивый Ориген, а также чудный и достойный уважения Феогност», в этом же послании Афанасий цитирует отдельные места из сочинений Феогноста. Небольшие отрывки из сочинений Феогноста, взятые из книг Афанасия, помещены в 10 том Греческой Патрологии.
В «Добротолюбии» помещено сочинение «Преподобного отца нашего Феогноста о жизни деятельной и созерцательной, и о священстве главы», автором которого считается Феогност Александрийский.